# Løgmanssteypið 2011
La Løgmanssteypið 2011 è stata la 57ª edizione della coppa nazionale delle Fær Øer disputata tra il 26 marzo e il 5 agosto 2011 e conclusa con la vittoria del EB/Streymur, al suo quarto titolo battendo in finale l'ÍF Fuglafjørður per 3–0 e qualificandosi così per il secondo turno di qualificazione della UEFA Europa League 2012-2013.

## Turno preliminare
Hanno partecipato a questo turno due squadre di 1. deild, due di 2. deild e due di 3. deild. Le partite si sono giocate il 26 marzo 2011.
| Squadra 1   | Risultato | Squadra 2        |
| ----------- | --------- | ---------------- |
| Undrið FF   | 6–0       | MB Miðvágur      |
| TB Tvøroyri | 2–0       | FF Giza Tórshavn |
| Skála ÍF    | 7–2       | Royn Hvalba      |

## Primo turno
Hanno partecipato a questo turno le 10 squadre di Formuladeildin 2011 e tre squadre di 1. deild, oltre alle vincenti del turno preliminare. Le partite si sono giocate il 2 aprile 2011.
| Squadra 1       | Risultato | Squadra 2     |
| --------------- | --------- | ------------- |
| B68 Toftir      | 5–0       | FC Hoyvík     |
| HB Tórshavn     | 0–2       | Víkingur Gøta |
| Undrið FF       | 0–2       | KÍ Klaksvík   |
| NSÍ Runavík     | 2–0       | B71 Sandur    |
| 07 Vestur       | 3–0       | Suðuroy       |
| ÍF Fuglafjørður | 6–0       | Skála ÍF      |
| B36 Tórshavn    | 0–2       | EB/Streymur   |
| AB Argir        | 1–0       | TB Tvøroyri   |

## Quarti
Le partite si sono giocate il 4 maggio 2011.
| Squadra 1       | Risultato     | Squadra 2   |
| --------------- | ------------- | ----------- |
| 07 Vestur       | 1–0           | KÍ Klaksvík |
| Víkingur Gøta   | 2–2 (2–4 dcr) | B68 Toftir  |
| ÍF Fuglafjørður | 7–1           | AB Argir    |
| NSÍ Runavík     | 0–3           | EB/Streymur |

## Semifinali
L'andata è stata giocata il 19 maggio, il ritorno il 14 giugno 2011.
| Squadra 1       | Totale    | Squadra 2   | Andata | Ritorno |
| --------------- | --------- | ----------- | ------ | ------- |
| ÍF Fuglafjørður | 2–2 (gfc) | 07 Vestur   | 1–0    | 1–2     |
| B68 Toftir      | 2–3       | EB/Streymur | 0–0    | 2–3     |

## Finale
| Arbitro: | Múller |

|        |            |                                    |
|        | Marcatori  | 10’ 90’ A. Hansen 55’ (rig.) Udsen |
| Nolsøe | Allenatori | Askham                             |